# Jérôme Boulbès
Jérome Boulbès (Casablanca, Marroc, 1969), és un director de cinema i un il·lustrador francès.

## Biografia
Jérôme Boulbès és estudiant a l'escola regional de belles arts de Saint-Étienne, després a l'Escola Nacional d'Arts Decoratives de París , escola on després esdevindria professor. Treballa com a il·lustrador i dissenyador gràfic de videojocs i pel·lícules promocionals. Va provar les imatges generades per ordinador a Créatures i Vêpres, després va fer el seu primer curtmetratge d'animació el 1999 amb Le puits. El 2001, va signar La Mort de Tau, Rascagnes el 2002, Éclosion el 2006, Masques el 2009. El 2002, va rebre el Lutin a la millor pel·lícula d'animació per La Mort de Tau i el premi al millor curtmetratge d’animació al XXXV Festival Internacional de Cinema Fantàstic de Catalunya. La majoria dels seus curtmetratges estan en imatges generades per ordinador.

## Filmografia
- 2012 : Le Printemps, 15 minuts, pel·lícula d'animació
- 2009 : Masques, 7 minuts, pel·lícula d'animació
- 2006 : Eclosion, 10 minutes, pel·lícula d'animació
- 2003 : Rascagnes, 10 minutes, film animation
- 2001 : La Mort de tau, 10 minutes, pel·lícula d'animació
- 1999 : Le puits, 8 minutes, pel·lícula d'animació